# Арендт, Ханна
Ха́нна А́рендт, урожд. Иоха́нна А́рендт (нем. Johanna Arendt, нем. Hannah Arendt, англ. Hannah Arendt; 14 октября 1906, Линден, Ганновер, Германская империя — 4 декабря 1975, Нью-Йорк, США) — немецко-американский философ, политический теоретик и политический историк, основоположница теории тоталитаризма.

## Биография
Родилась в Линдене (Ганновер) в секулярной еврейской семье выходцев из Восточной Пруссии. Отец — Пауль Арендт, инженер, мать — Марта Кон. Выросла в Кёнигсберге.
Получила образование в Марбургском, Фрайбургском и Гейдельбергском университетах, училась у Мартина Хайдеггера и Карла Ясперса. Занималась в протестантском теологическом семинаре Рудольфа Бультмана, результатом чего стала её диссертация, посвящённая Блаженному Августину, и первая книга, которую она успела опубликовать в Германии.

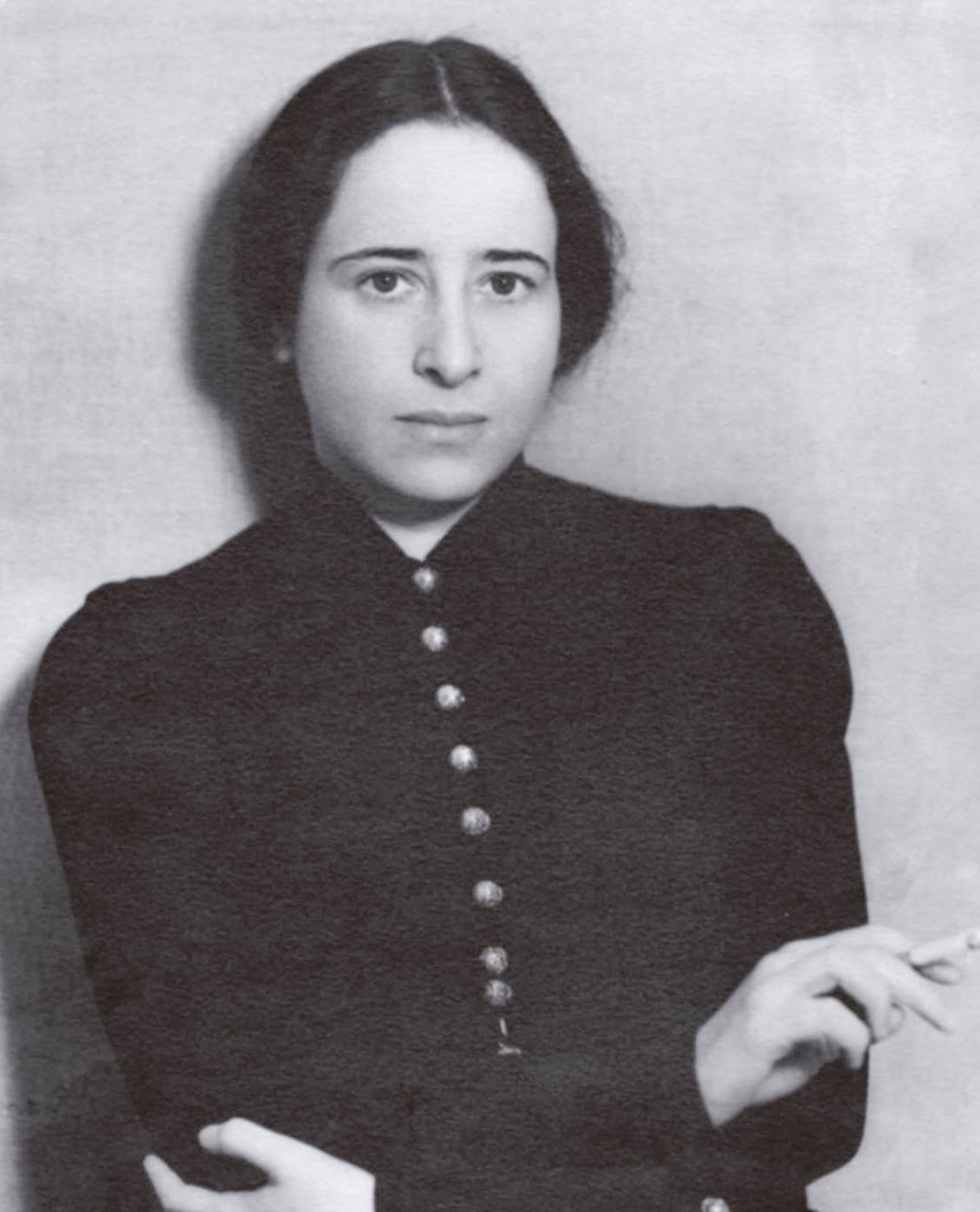
Ханна Арендт в 1933 году

В 1933 году после прихода к власти нацистов Арендт по договорённости с сионистской организацией собирала обличительные материалы о нацистах. Её арестовали, но через неделю освободили, так как ей попался благожелательно настроенный к ней следователь. После этого она бежала во Францию. В мае 1940 года интернирована в концентрационный лагерь Гюрс, откуда ей удалось спастись. В том же году бежала из оккупированной Франции в Лиссабон, а затем в Нью-Йорк.
Преподавала во многих университетах США.
В 1961 году присутствовала в качестве корреспондента журнала The New Yorker на суде над Адольфом Эйхманом. По итогам процесса написала книгу «Банальность зла: Эйхман в Иерусалиме», оказавшую большое влияние на развитие моральной философии во второй половине XX века. Тема банальности зла, затронутая в книге, до сих пор является одним из самых острых вопросов в этике, а сам термин стал нарицательным.
В 2012 году о ней был снят художественный фильм «Ханна Арендт» (режиссёр — Маргарет фон Тротта, в заглавной роли — Барбара Зукова).

## Личная жизнь
Была замужем за Гюнтером Андерсом (1902—1992), они поженились в Берлине в 1929 году и развелись в 1937 году. В 1940 году вышла замуж за Генриха Блюхера (1899—1970). Об отношениях с Мартином Хайдеггером см. .

## Идеи
Наследие Арендт включает в себя более 450 работ, разнообразных по проблематике, но объединённых идеей осмысления современности («думать над тем, что мы делаем»).
По выражению Арендт, на Земле живут «люди, а не Человек», и сущностной характеристикой человека, отличающей его от животного, является его стремление «показать в делах и словах, кем он является в своей уникальности». Она считала, что центральной характеристикой любого общества является баланс между публичностью и приватностью, а нарушение гармоничного соотношения между этими сферами деформирует нормальное течение человеческой жизни. В тоталитарных обществах дисбаланс в пользу публичности предельно расширяет границы вмешательства государства в жизнь человека, до минимума сводя возможности проявления человеком себя в приватной сфере.
Политическую философию Арендт можно, скорее, отнести к традиции республиканизма (Аристотель, Макиавелли, Монтескьё, Джефферсон, Токвиль), а не к либерализму, консерватизму или социализму. Её подход к политике выводил на первый план активную гражданскую позицию в форме гражданского участия и коллективного обсуждения значимых политических вопросов. Политическая деятельность для Арендт высвобождает человеческие способности к действию и суждению, а не просто приводит к согласию или к общим представлениям о благе. С одной стороны, Арендт критиковала представительную демократию, разделяла мораль и политику, возвышала революционную традицию. С другой стороны, мыслительница отстаивала конституционализм, верховенство закона и права человека, которые для Арендт включали права на действие и мнение.
Арендт уделяла особое внимание понятию свободы, указывая, что свобода в сфере политики выступает как «сопротивление» в контексте воздействия и как «особое личное мнение» — в контексте несогласия. Потенциал свободы инспирирует «начинание нового», реализующееся в особом срезе человеческой жизнедеятельности — «активности». В отличие от «труда», обеспечивающего воспроизводство биологических процессов человеческого организма и не требующего для своего осуществления Другого, и «производства», воспроизводящего неорганическое тело цивилизации и реализующего связь между людьми лишь в контексте, заданном технологической программой, «активность» направлена на других людей. Именно осуществляя её, человек выступает не как «рабочее животное» или «человек производящий», а как творческий субъект «начинания нового».
В новейшее время, по мнению Арендт, главная опасность для мировой цивилизации грозит не извне — от природных катаклизмов или «внешнего варварства», а изнутри, так как XX век показал, что мировая цивилизация может порождать варварство из себя самой. Одним из явлений, давших непосредственный толчок зарождению тоталитарных движений, Арендт считает появление в XX веке феномена «массы». «Падение охранительных стен между классами, — писала Арендт, — превратило сонные большинства, стоящие за всеми партиями, в одну громадную, неорганизованную, бесструктурную массу озлобленных индивидов… Они не нуждались в опровержении аргументации противников и последовательно предпочитали методы, которые кончались смертью, а не обращением в новую веру, сулили террор, а не переубеждение». Тоталитаризм создаётся сочетанием репрессий и внутреннего самопринуждения людей, «тирании логичности» тоталитарной идеологии. Этой «тирании логичности» человек передоверяет производство своих мыслей, что является предательством его внутренней свободы.
Под впечатлением суда в Израиле над Адольфом Эйхманом Арендт говорила о «банальности зла» бюрократа, бездумно выполняющего свои административные функции, связанные с массовым убийством. Этот образ у многих перевернул общепринятые представления о нацизме, включая собственные ранние размышления Арендт о «радикальном зле».
В работе «О насилии» (1969) Арендт выступила против традиционного понимания власти как способности достичь поставленной цели, противопоставив власть и насилие и концептуально разграничив такие понятия, как «мощь», «сила» и «авторитет»: «Суть всякого правления составляет власть, а отнюдь не насилие. Насилие по самой своей природе есть не более чем орудие; как всякое средство, оно неизменно нуждается в наличии некой направляющей цели, служащей к тому же его оправданием. А то, что само по себе нуждается в оправдании или обосновании, не может являться сущностью чего бы то ни было». Власть же соответствует человеческой способности действовать сообща и прямо связана со сферой политического. Для определения политики Арендт обращается к Аристотелю (в хайдеггеровской интерпретации), различая два понятия: делание (poiesis, направленное на изготовление вещей) и деятельность (praxis, политическое действие, не имеющее внешней цели). Праксис и составляет суть политики. Политическое — это область особого рода деятельности, общения, в некотором смысле наиболее достойная деятельность человека; в политике люди проявляют себя как свободные существа. Именно из совместных политических действий, основанных на согласовании, возникает власть.
При этом отсутствие общественного признания власти приводит к тому, что сама власть начинает зависеть от насилия: «Там, где насилие перестаёт получать поддержку со стороны власти и не сдерживается властью, происходит хорошо известная смена мест в отношении цели и средств. Средства разрушения теперь начинают определять цель, вследствие чего целью оказывается разрушение всяческой власти… Террор — это… форма правления, устанавливаемая тогда, когда насилие, разрушив всяческую власть, сохраняет за собой полный контроль».
Не останавливаясь на сугубо политических вопросах, Арендт выстраивает ряд философских структур связанных с пространственно-временным бытийствованием власти: Будущее-насилие-воля; Прошлое-власть-память; Настоящее-авторитет-ум. При этом чистая власть локализуется Арендт в прошлом, в коллективной памяти и оптике тела.
Арендт была принципиальной сторонницей принципа коллективной ответственности и, вместе с тем, противницей принципа коллективной вины.

## Отношение к еврейскому народу
В доме родителей Арендт, как она вспоминала, не употребляли слова «еврей», но мать требовала от Ханны не допускать в себе униженной покорности. В случае антисемитского заявления учителя Ханна, согласно чёткой инструкции матери, должна была встать и покинуть класс, предоставив матери право написать официальное письмо. Однако на антисемитские замечания одноклассников она должна была отвечать сама.
Арендт считала, что причины современного антисемитизма заключаются «в определённых аспектах еврейской истории и некоторых специфических функциях, которые выполняли евреи в последние века». Факт еврейского происхождения, выдвигаемый как таковой, всё более теряя опору на религиозное, национальное и социально-экономическое основание, неизбежно становился серьёзнейшим источником риска для евреев. Она писала: «Объяснение посредством ссылки на козла отпущения по-прежнему является одной из основных попыток уклониться от понимания серьёзности антисемитизма и значения того обстоятельства, что евреи оказались втянутыми в эпицентр событий».
Арендт критиковала сионизм, считая на свой взгляд, что «своей интерпретацией роли Эрец-Исраэль в будущей жизни еврейского народа сионисты отделяли себя от судьбы евреев во всем мире. Их доктрина о неизбежном упадке еврейской жизни в галуте, диаспоре по всему миру, способствовала тому, что в сознании ишува, населения в Палестине, развивалось всё более отстранённое отношение к жизни остального еврейства». Сионистскую политику по отношению к арабам она не одобряла и высмеивала. Она заявляла, что она любит отдельных людей, а не народы и прочие группы.

## Отношения с Мартином Хайдеггером
Ханна Арендт, будучи в Марбурге, училась у Мартина Хайдеггера: она слушала его лекции, посвященные учениям древнегреческих философов, посещала его семинары. М. Хайдеггер увидел в своей юной студентке не только хорошего ученика, но и настоящую красавицу. Так, в 1924 у них начался знаменитый «Марбургский роман». Арендт снимала мансарду одного из домов, которые располагались неподалёку от университета, где она тайно встречалась с преподавателем. В этом же году начинается и знаменитая переписка между студенткой и преподавателем, в которой они беседуют и о философии.

Из письма М. Хайдеггера к Х. Арендт, 1925 г.:
«Почему любовь богаче всех других человеческих возможностей и сладостным бременем ложится на охваченных ею? Потому что мы сами превращаемся в то, что мы любим, оставаясь самими собой. И тогда мы хотели бы отблагодарить возлюбленного, но не в состоянии найти что-либо достойное его.
Мы можем отблагодарить только самими собой. Любовь превращает благодарность в верность нам самим и в безусловную веру в другого. Таким образом, любовь постоянно углубляет свою сокровенную тайну.
Близость есть бытие в величайшем отдалении от другого — отдалении, которое ничему не даёт исчезнуть, но помещает „ты“ в прозрачное, но непостижимое, лишь-здесь откровения. Когда присутствие другого вторгается в нашу жизнь, с этим не справится ни одна душа. Одна человеческая судьба отдаёт себя другой человеческой судьбе, и чистая любовь обязана эту самоотдачу сохранять такой же, какой она была в первый день».
Тем не менее роман уже с конца 1924 года стал затухать. Арендт была вынуждена расстаться со своим преподавателем ввиду того, что Хайдеггер уже был женат на своей супруге Эльфриде и имел уже тогда двух детей, а кроме того, не собирался терять свою карьеру.
Окончательно они разошлись по разные стороны после прихода к власти Третьего Рейха. Впрочем, их отношения на этом не заканчиваются, они перерастают в дружеские. Уже с 1950 года переписка между Хайдеггером и Арендт продолжилась. Более того, Ханна Арендт являлась одной из главных защитниц М. Хайдеггера от обвинений в пособничестве нацизму.

## Основные труды
- Истоки тоталитаризма (The Origins of Totalitarianism, 1951).
- Ситуация человека (The Human Condition, 1958). Рус. перевод: Vita activa, или О деятельной жизни.
- Арендт Х. О революции (On Revolution). — 1963.
- Банальность зла: Эйхман в Иерусалиме (Eichmann in Jerusalem: A Report on the Banality of Evil, 1963).

### Русская библиография
Книги:
- Арендт Х. Истоки тоталитаризма / Пер. с англ. И. В. Борисовой и др.; послесл. Ю. Н. Давыдова; под ред. М. С. Ковалёвой, Д. М. Носова. — М.: ЦентрКом, 1996.
- Арендт Х. Vita activa, или О соотношении частного и общего в Античности / Пер. с нем. и англ. В. В. Бибихина. — СПб.: Алетейя, 2000.
- Арендт Х. Люди в тёмные времена: [Очерки] / Пер. с англ. и нем. Г. Дашевского, Б. Дубина. — М.: Московская школа политических исследований, 2003.
- Арендт Х. Банальность зла. Эйхман в Иерусалиме / Пер. с англ. С. Кастальского и Н. Рудницкой; послесл. Э. Зуроффа — М.: Европа, 2008. — 424 с.
- Арендт Х. Скрытая традиция: Эссе / Пер. с нем. и англ. Т. Набатниковой, А. Шибаровой, Н. Мовниной. — М.: Текст, 2008. — 221 с.
- Арендт Х. О революции / Перевод И. В. Косич. — М.: Издательство «Европа», 2011, 464 с.
- Арендт Х. Лекции по политической философии Канта / пер. А. Глухова. — М.: Наука, 2011. — 303 с. — (Слово о сущем). — ISBN 978-5-02-025452-7.
- Арендт Х. Ответственность и суждение. — М.: Издательство Института Гайдара, 2013. — 352 с.
- Арендт Х. Жизнь ума / Перевод с англ. А. В. Говорунова. — СПб.: Наука, 2013. — 517 с.
- Арендт Х. О насилии / Перевод с англ. Г. М. Дашевского. — М.: Новое издательство, 2014. — 147 с.
- Арендт Х. Вальтер Беньямин. 1892—1940/ Перевод с английского Б. Дубина. — М.: Grundrisse, 2014. — 168 с.
- Арендт Х. Между прошлым и будущим. Восемь упражнений в политической мысли [: Текст] / Пер. с англ. и нем. Д. Аронсона. — М.: Издательство Института Гайдара, 2014. — 416 с.
- Арендт Х., Хайдеггер М. Письма 1925-1975 и другие свидетельства / пер. А. Григорьева. — М.: Издательство Института Гайдара, 2016. — 456 с. — ISBN 978-5-93255-400-5.
- Арендт Х. Опыты понимания (1930—1954): Становление, изгнание и тоталитаризм / Пер. с англ. Е. Бондал, А. Васильевой, А. Григорьева, С. Моисеева. — М.: Издательство Института Гайдара, 2018. — 712 с.
- Арендт Х., Ясперс К. Письма, 1926-1969 / пер. И. Ивакиной. — М.: Издательство Института Гайдара, 2021. — 768 с. — ISBN 978-5-93255-621-4.
- Арендт Х. Вспоминая Уистена Хью Одена / пер с англ. Ш. Крола. — СПб.: Jaromír Hladík press, 2023. — 40 с. — ISBN 978-5-6050670-9-2.

Статьи:
- Арендт Х. Традиции и современность // Советское государство и право. — 1991. — № 3. — С. 124—133.
- Арендт Х. Традиции и современная эпоха // Вестн. Моск. ун-та. Сер. 7, Философия. — 1992. — № 1. — С. 80-95.
- Арендт Х. Массы и тоталитаризм // Вопросы социологии. — 1992. — Т. 1. — С. 24-31.
- Арендт Х. Хайдеггеру — восемьдесят лет // Вопросы философии. — 1998. — № 1. — С. 126—134.
- Арендт Х. Ситуация человека. Разделы 24-26 главы V // Вопросы философии. — 1998. — № 11. — C. 131—141.
- Арендт Х. Организованная вина. // Арендт Х. Скрытая традиция: Эссе. — М.: Текст, 2008. — с. 39-56
- Арендт Х. Об империализме. // Арендт Х. Скрытая традиция: Эссе. — М.: Текст, 2008. — с. 13-38
- Арендт Х. О человечности в темные времена: мысли о Лессинге.// Арендт Х. Люди в темные времена. — М., 2003. — с. 21-27.
- Арендт Х. Вальтер Беньямин. // Арендт Х. Люди в тёмные времена. — М.: МШПИ, 2002.